# Vũ Thanh Hiệp
Vũ Thanh Hiệp là một sĩ quan cao cấp của Quân đội nhân dân Việt Nam, hàm Thiếu tướng, Phó Hiệu trưởng Trường Sĩ quan Lục quân 2.